# Cytherella calabra
Cytherella calabra är en kräftdjursart. Cytherella calabra ingår i släktet Cytherella och familjen Cytherellidae. Inga underarter finns listade i Catalogue of Life.